# Feldbahn von Saint-Élie
| Feldbahn von Saint-Élie                       | Feldbahn von Saint-Élie |
| --------------------------------------------- | ----------------------- |
| Stollenmund und Erzwäsche in Saint-Elie, 1928 |                         |
| Streckenlänge:                                | 33,5 km                 |
| Spurweite:                                    | 600 mm (Schmalspur)     |
| Maximale Neigung:                             | 110 ‰                   |
|                                               |                         |

Die Feldbahn von Saint-Élie war eine 33,5 km lange Decauville-Bahn mit einer Spurweite von 600 mm zwischen Saint-Élie und Gare Tigre (Saint-Nazaire) im Übersee-Département Französisch-Guayana im Norden Südamerikas.

## Streckenverlauf
Die Strecke führte über 101 Brücken mit mehr als 4 m Länge. Nach dem Bau des Petit-Saut-Staudamms am Sinnamary-Fluss, wurde 1993 die Hälfte der Trasse überflutet, nachdem die Gleise abgebaut und am neuen Bahnhof von Gare Tigre eingelagert worden sind.

## Geschichte
Mit dem Bau der Feldbahn wurde 1884 begonnen, nachdem dort 11 Jahre zuvor Gold entdeckt worden war. Bis 1886 wurden nur 3,5 km der Strecke fertiggestellt. Ab 1888 nahm eine andere Gesellschaft die Bauarbeiten wieder auf und stellte einen weiteren Streckenabschnitt von 20 km fertig. Diese Gesellschaft wurde später von der Société des Gisements de Saint-Elie aufgekauft, die 1898 schließlich die 33,5 km lange Strecke zwischen Saint-Elie und Gare Tigre (Saint-Nazaire) in Betrieb nahm. Diese Gesellschaft bestand bis 1919, als sie in Liquidation ging.
Örtliche Bergleute nutzten die Strecke, bis 1923 die Société Nouvelle de Saint-Elie et Adieu Vat die Geschäftsführung übernahm und 1926 die Eisenbahn wieder in Betrieb nahm, nachdem die verschlissenen Schienen mit einem Metergewicht von 5 kg/m durch schwerere Schienen mit 9 kg/m ersetzt wurden. Nach dem Zweiten Weltkrieg wurden die Feldbahn-Loren von Hand bewegt: Acht Teams mit je 4 Männern transportierten pro Monat insgesamt 11 Ladungen von je 750–1000 kg auf der Strecke. Seit das Unternehmen 1956 scheiterte, sind heute meist aus Brasilien stammende Goldsucher in der Gegend aktiv.

## Lokomotiven
Eine kleine zweiachsige Dampflokomotive wurde importiert, aber wohl nie in Betrieb genommen. Sie wurde 1993 mit einem Hubschrauber geborgen, bevor der Stausee gefüllt wurde und ist heute noch erhalten. Die 10–20 PS starke Lokomotive wurde entweder von Krauss gebaut, oder es handelte sich um einen Nachbau durch Max Orenstein, den Bruder des späteren Teilhabers von O&K. Sie steht unter Denkmalschutz und wird auf dem Gelände des Hydreco-Labors, einem Unternehmen, das die Wasserqualität des Sees überwacht, am Fuße des Damms unter einem kleinen Schutzdach ausgestellt.